# Cadmiumpigment
Cadmiumpigmenten  zijn pigmenten waarvan het giftige element cadmium deel uitmaakt. De kleuren lopen via geel, oranje en rood naar kastanjebruin. De pigmenten worden toegepast in olieverf, aquarelverf, keramiek, glas, textiel, papier, rubber en allerhande kunststoffen.

## Scheikundige aspecten
Al deze kleuren zijn gebaseerd op cadmium(II)sulfide, CdS, dat een geel pigment vormt. Andere kleuren kunnen worden verkregen door gedeeltelijk het cadmium in het kristalrooster te vervangen door zink of kwik. Ook ontstaan door het vervangen van het zwavel door seleen andere kleurvarianten. Zo ontstaat door meer seleen een sterke rode kleur.
De mineralen greenockiet en hawleyiet bevatten cadmium(II)sulfide.

## Eigenschappen
De cadmiumpigmenten zijn bijzonder dekkend. De kleuren zijn daardoor relatief goed te gebruiken in een schildertechniek als a la prima, of impasto. Voor subtiele glaceringen zijn deze kleuren niet geschikt. In aquarel gedragen cadmiumpigmenten zich ook bijzonder en ontstaat er relatief gemakkelijk een sterk gekleurd randje om een gekleurde watervlek, of een vlekkerige structuur. Cadmiumkleuren verbleken in fresco of muurschilderingen.
De cadmiumpigmenten zijn bijzonder stabiel, tot 3000 °C, zodat ze ook in verf gebruikt kunnen worden om hete onderdelen, zoals stoompijpen, te behandelen. Daarom zijn de cadmiumpigmenten ook geschikt als kleurstof voor glas, voor het rode glas van stoplichten bijvoorbeeld. 
Ondanks de voordelen, wordt de toepassing van deze pigmenten kleiner, vanwege de milieueisen, hoewel de verbindingen op zichzelf bijzonder stabiel zijn. Het is moeilijk om een alternatief pigment te vinden. De cadmiumkleuren hebben een sterke kleurkracht en zijn lichtecht. Met weinig pigmentdeeltjes wordt een sterke kleur in het materiaal bereikt. De pigmentdeeltjes beïnvloeden de materiaaleigenschappen hierdoor niet. 
Toen de cadmiumpigmenten werden ontdekt, waren er nauwelijks stabiele pigmenten in het gele tot rode kleurgebied. Met name oranje en lichtrood waren moeilijk te maken. Toen de cadmiumpigmenten het originele en minder stabiele vermiljoen vervingen, konden bedrijven een relatief hoge prijs voor het cadmium vragen. De pigmenten zijn echter ook duurder door de zeldzaamheid van cadmium en de kosten van winning en zuivering.
Tegenwoordig worden de cadmiumpigmenten deels vervangen door azopigmenten. Deze hebben een vrijwel gelijke lichtvastheid en zijn zowel goedkoper, alsook minder giftig.
Een lijst met cadmiumkleuren:
- cadmiumrood is cadmiumselenide (CdSe)
- cadmiumgeel is cadmiumsulfide (CdS)
- cadmiumoranje is een cadmiumsulfide/selenide waarbij in de hoofdstructuur de zwavel gedeeltelijk door selenium is vervangen.
- cadmiumgroen is een fysiek mengsel van cadmiumgeel en viridiaan.

## Winning
Ongeveer 2/3 tot 3/4 van alle cadmium die wereldwijd wordt gewonnen wordt gebruikt voor de productie van nikkel-cadmium-accu's. De helft van het restant, ongeveer 2000 ton per jaar, wordt gebruikt om cadmiumpigmenten te maken.